# 정은채
정은채(본명: 정솔미, 1986년 11월 24일 ~ )는 대한민국의 배우이자 모델이다. 
- 2011년 KBS1 '우리집여자들'이라는 드라마로 안방극장에 데뷔했다.
- 부산광역시 출신으로 중학교 1학년 때 영국으로 유학을 가서 8년을 거주했다.
- 아버지가 주재원, 어머니가 중학교 국어 교사였다고 한다.
- 중·고등학교에 재학 당시 시골에 있는 기숙사에서 삶을 보냈는데 너무 무료한 일상에서 연극, 영화, 드라마가 자신이 세상과 소통할 수 있는 하나의 장치였음을 밝혔다.

최근 키이스트와 전속 계약 만료 후 오래 함께한 매니저와 1인 소속사를 설립했다고 알려졌다.

## 학력
- 예천동부초등학교 (졸업)
- 대창중학교 (졸업)
- 대창고등학교 (졸업)

## 연기 활동

### 드라마
| 연도 | 방송사     | 제목                          | 역할            | 비고     |
| ---- | ---------- | ----------------------------- | --------------- | -------- |
| 2011 | KBS2       | 영도다리를 건너다             | 백설            |          |
| 2011 | KBS1       | 우리집 여자들                 | 고은님          |          |
| 2013 | KBS2       | KBS 드라마 스페셜 - 비의 나라 | 문나라          |          |
| 2014 | OCN        | 닥터 프로스트                 | 윤성아          |          |
| 2018 | SBS        | 리턴                          | 금나라          |          |
| 2018 | OCN        | 손 the guest                  | 강길영          |          |
| 2019 | JTBC       | 리갈 하이                     | 도문경 판사     | 특별출연 |
| 2020 | SBS        | 더 킹 : 영원의 군주           | 구서령 / 구은아 |          |
| 2021 | tvN        | 루카：더 비기닝               | 정실장          |          |
| 2022 | Apple TV+  | 파친코                        | 최경희          |          |
| 2022 | 쿠팡플레이 | 안나                          | 이현주          |          |
| 2024 | ENA        | 유어 아너                     | 강소영          | 10부작   |
| 2024 | Apple TV+  | 파친코 시즌2                  | 최경희          | 8부작    |
| 2024 | tvN        | 정년이                        | 문옥경          | 12부작   |

### 영화
- 2010년 영화 《초능력자》 ... 영숙 역
- 2011년 영화 《플레이》 ... 은채 역
- 2012년 영화 《봄, 눈》 ... 지윤 역
- 2012년 영화 《무서운 이야기》 ... 콩쥐 역
- 2013년 영화 《누구의 딸도 아닌 해원》 ... 해원 역
- 2013년 영화 《뒷담화: 감독이 미쳤어요》 ... 정은채(본인) 역
- 2014년 영화 《역린》 ... 강월혜 역
- 2014년 영화 《자유의 언덕》 ... 남희 역
- 2017년 영화 《더 킹》 ... 박시연 역
- 2017년 영화 《더 테이블》 ... 경진 역
- 2018년 영화 《안시성》 ... 시미 역
- 2018년 영화 《군산: 거위를 노래하다》 ... 카페 주인 역 (특별출연)
- 2023년 영화 《어쩌면 우린 헤어졌는지 모른다》 ... 아영 역
- 2024년 영화 《설계자》 ... 주영선 역

## 그 외 활동

### 뮤직비디오
| 연도 | 가수명          | 곡명             |
| ---- | --------------- | ---------------- |
| 2011 | 휘성            | 가슴 시린 이야기 |
| 2012 | 나얼            | 바람기억         |
| 2013 | 권순관          | 그렇게 웃어줘    |
| 2013 | 원효로1가 13-25 | Sweet Love Virus |
| 2018 | 이문세          | 멀리 걸어가      |

### 방송
| 연도 | 방송사   | 프로그램명                | 비고                      |
| ---- | -------- | ------------------------- | ------------------------- |
| 2013 | SBS      | 《행진: 친구들의 이야기》 | 2월 15일, 2월 22일 방송분 |
| 2013 | SBS funE | 《STAR BEAUTY ROAD》      | 5월 23일, 5월 30일 방송분 |

### 라디오
| 방송 채널 | 프로그램명               | 역할 | 비고                                    |
| --------- | ------------------------ | ---- | --------------------------------------- |
| MBC FM4U  | FM 영화음악 정은채입니다 | DJ   | 2018.4.9 ~ 2018.6.3 2019.2.1 ~ 2019.9.1 |

### 광고
| 연도 | 기업명       | 제품명          | 종류      | 공동출연 |
| ---- | ------------ | --------------- | --------- | -------- |
| 2010 | 롯데칠성음료 | 2% 부족할때     | 음료      | 임지규   |
| 2010 | 롯데칠성음료 | 칸타타          | 커피 음료 | 이민호   |
| 2011 | 삼성생명     | 인터넷 보험     | 보험      |          |
| 2012 | 매일유업     | 카페라떼        | 커피 음료 | 최시원   |
| 2013 | 삼성전자     | 갤럭시 노트 8.0 | 휴대폰    |          |
| 2013 | 오리온       | 초코파이        | 스낵      | 송중기   |
| 2014 | 한국GM       | 쉐보레 크루즈   | 자동차    | 유다인   |
| 2014 | 유한킴벌리   | 좋은 느낌       | 생리대    |          |
| 2018 | ELCA코리아   | 에스티로더      | 화장품    |          |
| 2018 | 삼성패션     | KUHO            | 의류      |          |
| 2019 | 부쉐론코리아 | 부쉐론          | 주얼리    |          |
| 2021 | 시세이도     | 끌레드뽀보떼    | 화장품    |          |
| 2023 | W컨셉        | 닐바이피        | 의류      |          |

### 음반
| 앨범 번호 | 앨범 정보                              | 트랙 리스트                                                                 |
| --------- | -------------------------------------- | --------------------------------------------------------------------------- |
| '1'       | '《정은채》' - 발매일: 2013년 4월 16일 | 1. 이방인 2. 잘 지내나요 3. 달 4. '소년, 소녀 (With 토마스 쿡)' 5. 여름바다 |

## 수상 및 후보
| 연도 | 시상식                            | 부문                              | 작품                  | 결과 | 출처  |
| ---- | --------------------------------- | --------------------------------- | --------------------- | ---- | ----- |
| 2011 | 제6회 아시아 모델상 시상식        | CF모델상                          | 빈칸                  | 수상 | [ 1 ] |
| 2011 | KBS 연기대상                      | 여자 신인연기상                   | 우리집 여자들         | 후보 |       |
| 2013 | 제2회 모엣&샹동 라이징스타 어워드 | 모엣 라이징 스타상                | 누구의 딸도 아닌 해원 | 수상 |       |
| 2013 | 제49회 백상예술대상               | 영화부문 여자 신인연기상          | 누구의 딸도 아닌 해원 | 후보 |       |
| 2013 | 제22회 부일영화상                 | 신인 여자연기상                   | 누구의 딸도 아닌 해원 | 수상 |       |
| 2013 | 제22회 부일영화상                 | 여우주연상                        | 누구의 딸도 아닌 해원 | 후보 |       |
| 2013 | 제34회 청룡영화상                 | 신인여우상                        | 누구의 딸도 아닌 해원 | 후보 |       |
| 2013 | 제33회 한국영화평론가협회상       | 신인여우상                        | 누구의 딸도 아닌 해원 | 수상 |       |
| 2013 | 제14회 부산영화평론가협회상       | 여자 신인연기자상                 | 누구의 딸도 아닌 해원 | 수상 |       |
| 2013 | 씨네21 영화상                     | 올해의 여자신인배우               | 누구의 딸도 아닌 해원 | 수상 |       |
| 2014 | 제5회 올해의 영화상               | 신인여우상                        | 누구의 딸도 아닌 해원 | 수상 |       |
| 2014 | 제9회 맥스무비 최고의 영화상      | 최고의 여자신인배우상             | 누구의 딸도 아닌 해원 | 후보 |       |
| 2014 | 제1회 들꽃영화상                  | 여우주연상                        | 누구의 딸도 아닌 해원 | 수상 |       |
| 2018 | SBS 연기대상                      | 수목드라마부문 여자 우수연기상    | 리턴                  | 후보 |       |
| 2020 | SBS 연기대상                      | 판타지·로맨스부문 여자 우수연기상 | 더 킹 : 영원의 군주   | 후보 |       |
| 2024 | 제10회 에이판 스타 어워즈         | 중편드라마부문 여자 우수연기상    | 유어 아너, 정년이     | 수상 |       |
| 2025 | 제61회 백상예술대상               | 방송부문 여자 조연상              | 정년이                | 후보 |       |
| 2025 | 제4회 청룡 시리즈 어워즈          | 여우조연상                        | 유어 아너             | 후보 |       |